# Robin Hahnel
Robin Hahnel (25 maart 1946) is een Amerikaans econoom werkzaam aan de American University. Samen met Michael Albert werkte hij aan de ontwikkeling van de participatorische economie, Parecon. In tegenstelling tot de natuurkundige Albert was Hahnel een gepromoveerd econoom: hij had zijn doctorstitel verkregen met het werk dat hij en Albert schreven aan American University, Quiet Revolution in Welfare Economics. Omdat slechts één persoon mocht promoveren per boek, besloten Albert en Hahnel na discussie dat Hahnel de eer zou krijgen.
Nadat Hahnel en Albert met elkaar braken schreef Hahnel zijn belangrijkste eigen werk, ABCs of Political Economy. Verder heeft hij het Venezuela van Chavez meerdere malen bezocht om de regering van advies te voorzien. Daarnaast was hij gastdocent in Panama, Peru, Cuba en het Verenigd Koninkrijk.